# Шимановськ (аеропорт)
Шимановськ — цивільний аеропорт у Амурській області, розташований за 4 км на північний захід від м. Шимановськ.
13 травня 1978 на летовищі м. Шимановська Амурської області був сформований окремий вертолітний полк «військова частина 22647» і частини забезпечення.